# Monaster Opieki Matki Bożej w Chot´kowie
Monaster Opieki Matki Bożej – prawosławny klasztor żeński w Chot´kowie.
Monaster powstał w 1308 i należy do najstarszych klasztorów prawosławnych w regionie moskiewskim. Do 1504 w jego ramach funkcjonowały wspólnoty męska i żeńska. W wymienionym roku pierwsza z nich została zlikwidowana. W XVI w. monaster, dotąd samodzielny, stał się jedną z filii ławry Troicko-Siergijewskiej. Według opisu klasztoru z 1506, składał się on z budynku z 16 celami mniszek oraz dwóch drewnianych cerkwi.
W 1609, gdy wojska polsko-litewskie oblegały ławrę Troicko-Siergijewską, monaster w Chot´kowie został całkowicie spalony. W ramach jego odbudowy z ruin wzniesiono dwie murowane cerkwie – Opieki Matki Bożej i św. Mikołaja. W XVIII w. nad dwiema bramami wjazdowymi do monasteru zbudowano kolejne świątynie – św. Mitrofana z Woroneża oraz Narodzenia św. Jana Chrzciciela.
W XIX wieku dokonano kolejnej, generalnej przebudowy głównej cerkwi monasterskiej. Powstał wówczas pięciokopułowy sobór Opieki Matki Bożej. Szczególnym obiektem kultu była w nim ikona świętych Marii i Cyryla z Radoneża w otoczeniu swoich synów Stefana, Piotra i Bartłomieja – św. Sergiusza z Radoneża (zarówno rodzice, jak i ostatni z synów złożyli śluby zakonne w monasterze w Chot´kowie).
Po rewolucji październikowej klasztor został zamknięty. Jego cerkwie pełniły przez pewien czas funkcje parafialnych, lecz ostatecznie również zostały zlikwidowane (św. Mikołaja w połowie lat 20. XX wieku, zaś sobór w 1935). Zabudowania klasztorne przejął uniwersytecki wydział rolnictwa. Opuszczone cerkwie zostały zdewastowane, a ich wyposażenie rozkradzione (część marmurowych ozdób została użyta przy dekoracji metra moskiewskiego). Po II wojnie światowej w monasterze rozlokowano technikum rolnicze, zaś w głównej świątyni – fabrykę chemiczną, co doprowadziło do ostatecznego zniszczenia soboru Opieki Matki Bożej. 
Rosyjski Kościół Prawosławny odzyskał monaster po upadku ZSRR. Podjęto w nim prace renowacyjne.